# Санта Венера-Портозалво
Санта Венера-Портозалво је насеље у Италији у округу Катанија, региону Сицилија.
Према процени из 2011. у насељу је живело 538 становника. Насеље се налази на надморској висини од 215 м.